# Филд, Джеймс
Джеймс Гейвен Филд (англ. James Gaven Field; 24 февраля 1826 — 12 октября 1901 или 18 мая 1902) — американский политик, бизнесмен, государственный служащий и майором армии Конфедерации. Он был генеральным прокурором Вирджинии и кандидатом на пост вице-президента от Популистской партии на президентских выборах 1892 года.

## Биография
Джеймс Гейвен Филд родился в Уолнате, округ Калпепер, штат Виргиния, в семье судьи Льюиса Янси Филда и Марии Дункан. После окончания частной классической школы он стал торговцем на бывших землях лорда Фэрфакса и преподавал в школе. 20 июня 1854 года он женился на Фрэнсис Э. Коухерд, которая была на два года моложе его, и они оставались женатыми до ее смерти в апреле 1877 года. У них было по крайней мере четверо детей: Уильям Филд, Мард Филд, Джеймс Г. Филд-младший и Макси Филд. 2 февраля 1882 года он женился на Элизабет Р. Логвуд.
В 1848 году Филд сопровождал майора Хилла, казначея армии США, в Калифорнию в качестве клерка. Помимо работы в федеральном правительстве, он стал секретарём конвента, разработавшего первую конституцию Калифорнии в 1850 году.
В октябре 1850 года Филд вернулся в Виргинию, где изучал право у своего дяди, судьи Ричарда Филда, и был принят в коллегию адвокатов в 1852 году. В 1859 году он был избран прокурором округа Калпепер. По данным федеральной переписи 1860 года, у Филда было шесть рабов: 70-летний чернокожий мужчина, 18-летняя чернокожая женщина, две 12-летние девочки и два мальчика в возрасте 9 и 14 лет.
После начала гражданской войны Филд поступил на службу рядовым и стал офицером 13-го пехотного полка Вирджинии. Он участвовал в кампании в долине Шенандоа 1862 года. 23 марта 1862 года Филд получил звание майора и служил в штабе генерала А. П. Хилла. В битве при Гейнс-Милл он был ранен, а затем потерял ногу в битве при Сидар-Маунтин 9 августа 1862 года. Оправившись от ранения в мае 1863 года, Филд продолжил службу в армии Конфедерации в качестве казначея до 9 апреля 1865 года.
После Гражданской войны Филд вступил в Консервативную партию и стал генеральным прокурором Виргинии в 1877 году. В 1879 году Филд отстаивал интересы Виргинии в Верховном суде США, однако ему не удалось убедить судей в том, что Конгресс не имеет полномочий требовать присутствия чернокожих в составе суда присяжных.
Во время президентских выборов 1892 года Филд был выдвинут кандидатом в вице-президенты от Народной партии в первом туре голосования 5 июля вместе с Джеймсом Уивером в качестве кандидата в президенты. Филд вел агитацию в южных и приграничных штатах, поддерживая радикальную реформаторскую платформу партии. В середине июля, выступая в Гордонсвилле, округ Ориндж, он сравнил революционный импульс популизма с войной за независимость и посоветовал своим слушателям «читать Библию по воскресеньям и Омахскую программу (программа Популистской партии) каждый день недели». Уивер и Филд выиграли выборы в пяти штатах и получил более миллиона голосов. В 1893 году он выступил за импичмент президента Гровера Кливленда, а в 1896 и 1900 поддерживал Уильяма Дженнингса Брайана.